# Brownsville (Texas)
Brownsville é uma cidade localizada no estado norte-americano do Texas, no Condado de Cameron.
A sua área é de 215 km² (dos quais 6,8 km² estão cobertos por água), sua população é de 139 722 habitantes, e sua densidade populacional é de 671 hab/km² (segundo o censo americano de 2000).
A cidade foi fundada em 13 de janeiro de 1849.

## História
Em 1781, funcionários do governo espanhol concederam a José Salvador de la Garza 59 léguas de terreno (408 sq mi). Ele usou o terreno para construir um rancho vários quilômetros a noroeste da área. Durante o início de 1800, Brownsville era conhecida pelos residentes como los tejidos (em inglês: "pasturelands"). A área foi habitada por alguns colonos por volta de 1836, quando o Texas declarou sua independência do México. Em 4 de fevereiro de 1846, o Presidente James K. Polk instruiu o general americano Zachary Taylor e suas tropas a começar a se mover para o sul, em direção a Brownsville. Assim que Taylor chegou, ele construiu o Forte Texas. Posteriormente, foi renomeado para Fort Brown em homenagem ao Major Jacob Brown, um dos dois soldados que morreram durante o Cerco de Fort Texas.

## Geografia
Brownsville é uma das cidades mais ao sul dos Estados Unidos continentais; apenas algumas cidades cidades do extremo sul da Flórida estão localizados mais ao sul do que Brownsville, além do estado do Havaí. A cidade tem uma área total de 219.805 km², das quais 211.157 km² de terra e 8.648 km² são de água, de acordo com o United States Census Bureau de 2017. 

## Demografia
Brownsville é a 16ª cidade mais populosa do Texas. Ela é classificada como uma das principais cidades dos Estados Unidos em termos de porcentagem de residentes hispânicos proporcionalmente. De acordo com o Pew Research Center, sua área metropolitana detém a 26ª maior população hispânica, com aproximadamente 373.000 habitantes (88,7%) compartilhando essa distinção. Desse percentual, 96,7% são mexicanos e 0,8% são porto-riquenhos. 

## Clima
Localizado na costa do golfo aproximadamente 2,4 graus ao norte do Trópico de Câncer, Brownsville possui um clima subtropical úmido: os invernos são amenos, os verões são quentes e úmidos. Devido à sua proximidade com o deserto de Chihuahua, a localização geográfica de Brownsville fica perto da fronteira de um clima quente e semi-árido. A neve é um evento raro em Brownsville. A precipitação é concentrada durante os meses do final do verão e início do outono, quando a ameaça dos furacões é maior. Brownsville recebe uma precipitação anual modesta, com uma média de 697 mm por ano, com base em registros entre 1981 e 2010.
| Dados climáticos para Brownsville, Texas (1981−2010) extremas 1878−presente) | Dados climáticos para Brownsville, Texas (1981−2010) extremas 1878−presente) | Dados climáticos para Brownsville, Texas (1981−2010) extremas 1878−presente) | Dados climáticos para Brownsville, Texas (1981−2010) extremas 1878−presente) | Dados climáticos para Brownsville, Texas (1981−2010) extremas 1878−presente) | Dados climáticos para Brownsville, Texas (1981−2010) extremas 1878−presente) | Dados climáticos para Brownsville, Texas (1981−2010) extremas 1878−presente) | Dados climáticos para Brownsville, Texas (1981−2010) extremas 1878−presente) | Dados climáticos para Brownsville, Texas (1981−2010) extremas 1878−presente) | Dados climáticos para Brownsville, Texas (1981−2010) extremas 1878−presente) | Dados climáticos para Brownsville, Texas (1981−2010) extremas 1878−presente) | Dados climáticos para Brownsville, Texas (1981−2010) extremas 1878−presente) | Dados climáticos para Brownsville, Texas (1981−2010) extremas 1878−presente) | Dados climáticos para Brownsville, Texas (1981−2010) extremas 1878−presente) |
| Mês                                                                          | Jan                                                                          | Fev                                                                          | Mar                                                                          | Abr                                                                          | Mai                                                                          | Jun                                                                          | Jul                                                                          | Ago                                                                          | Set                                                                          | Out                                                                          | Nov                                                                          | Dez                                                                          | Ano                                                                          |
| ---------------------------------------------------------------------------- | ---------------------------------------------------------------------------- | ---------------------------------------------------------------------------- | ---------------------------------------------------------------------------- | ---------------------------------------------------------------------------- | ---------------------------------------------------------------------------- | ---------------------------------------------------------------------------- | ---------------------------------------------------------------------------- | ---------------------------------------------------------------------------- | ---------------------------------------------------------------------------- | ---------------------------------------------------------------------------- | ---------------------------------------------------------------------------- | ---------------------------------------------------------------------------- | ---------------------------------------------------------------------------- |
| Recorde alta °F (°C)                                                         | 95 (35)                                                                      | 94 (34)                                                                      | 106 (41)                                                                     | 104 (40)                                                                     | 102 (39)                                                                     | 103 (39)                                                                     | 104 (40)                                                                     | 105 (41)                                                                     | 105 (41)                                                                     | 99 (37)                                                                      | 98 (37)                                                                      | 94 (34)                                                                      | 106 (41)                                                                     |
| Média alta °F (°C)                                                           | 70.6 (21.4)                                                                  | 73.7 (23.2)                                                                  | 78.9 (26.1)                                                                  | 83.7 (28.7)                                                                  | 88.4 (31.3)                                                                  | 92.1 (33.4)                                                                  | 93.6 (34.2)                                                                  | 94.4 (34.7)                                                                  | 90.5 (32.5)                                                                  | 85.7 (29.8)                                                                  | 79.1 (26.2)                                                                  | 71.8 (22.1)                                                                  | 83.5 (28.6)                                                                  |
| Média baixa °F (°C)                                                          | 51.6 (10.9)                                                                  | 54.7 (12.6)                                                                  | 59.6 (15.3)                                                                  | 65.9 (18.8)                                                                  | 72.3 (22.4)                                                                  | 75.7 (24.3)                                                                  | 76.3 (24.6)                                                                  | 76.2 (24.6)                                                                  | 73.1 (22.8)                                                                  | 66.9 (19.4)                                                                  | 59.6 (15.3)                                                                  | 52.7 (11.5)                                                                  | 65.4 (18.6)                                                                  |
| Recorde baixa °F (°C)                                                        | 18 (−8)                                                                      | 12 (−11)                                                                     | 28 (−2)                                                                      | 37 (3)                                                                       | 41 (5)                                                                       | 56 (13)                                                                      | 58 (14)                                                                      | 63 (17)                                                                      | 51 (11)                                                                      | 35 (2)                                                                       | 27 (−3)                                                                      | 16 (−9)                                                                      | 12 (−11)                                                                     |
| Média precipitação pol. (mm)                                                 | 1.27 (32.3)                                                                  | 1.08 (27.4)                                                                  | 1.23 (31.2)                                                                  | 1.54 (39.1)                                                                  | 2.64 (67.1)                                                                  | 2.57 (65.3)                                                                  | 2.04 (51.8)                                                                  | 2.44 (62)                                                                    | 5.92 (150.4)                                                                 | 3.74 (95)                                                                    | 1.82 (46.2)                                                                  | 1.15 (29.2)                                                                  | 27.44 (697)                                                                  |
| Média de dias de precipitação (≥ 0.01 in)                                    | 7.3                                                                          | 5.5                                                                          | 4.4                                                                          | 4.0                                                                          | 4.9                                                                          | 5.9                                                                          | 5.3                                                                          | 6.6                                                                          | 10.0                                                                         | 7.5                                                                          | 6.0                                                                          | 7.0                                                                          | 74.4                                                                         |
| Média umidade relativa (%)                                                   | 79.3                                                                         | 77.4                                                                         | 74.6                                                                         | 75.1                                                                         | 76.5                                                                         | 75.0                                                                         | 73.2                                                                         | 73.8                                                                         | 76.3                                                                         | 75.3                                                                         | 76.1                                                                         | 78.2                                                                         | 75.9                                                                         |
| Média mensal horas de sol                                                    | 130.6                                                                        | 151.3                                                                        | 206.8                                                                        | 232.7                                                                        | 266.4                                                                        | 306.5                                                                        | 334.4                                                                        | 306.4                                                                        | 252.0                                                                        | 228.3                                                                        | 166.2                                                                        | 130.7                                                                        | 2 712,3                                                                      |
| Por cento luz do sol possível                                                | 39                                                                           | 48                                                                           | 56                                                                           | 61                                                                           | 64                                                                           | 74                                                                           | 79                                                                           | 76                                                                           | 68                                                                           | 64                                                                           | 51                                                                           | 40                                                                           | 61                                                                           |
| Fonte: NOAA (humidade relativa e sol 1961−1990)                              |                                                                              |                                                                              |                                                                              |                                                                              |                                                                              |                                                                              |                                                                              |                                                                              |                                                                              |                                                                              |                                                                              |                                                                              |                                                                              |